# Vorstellbalkon

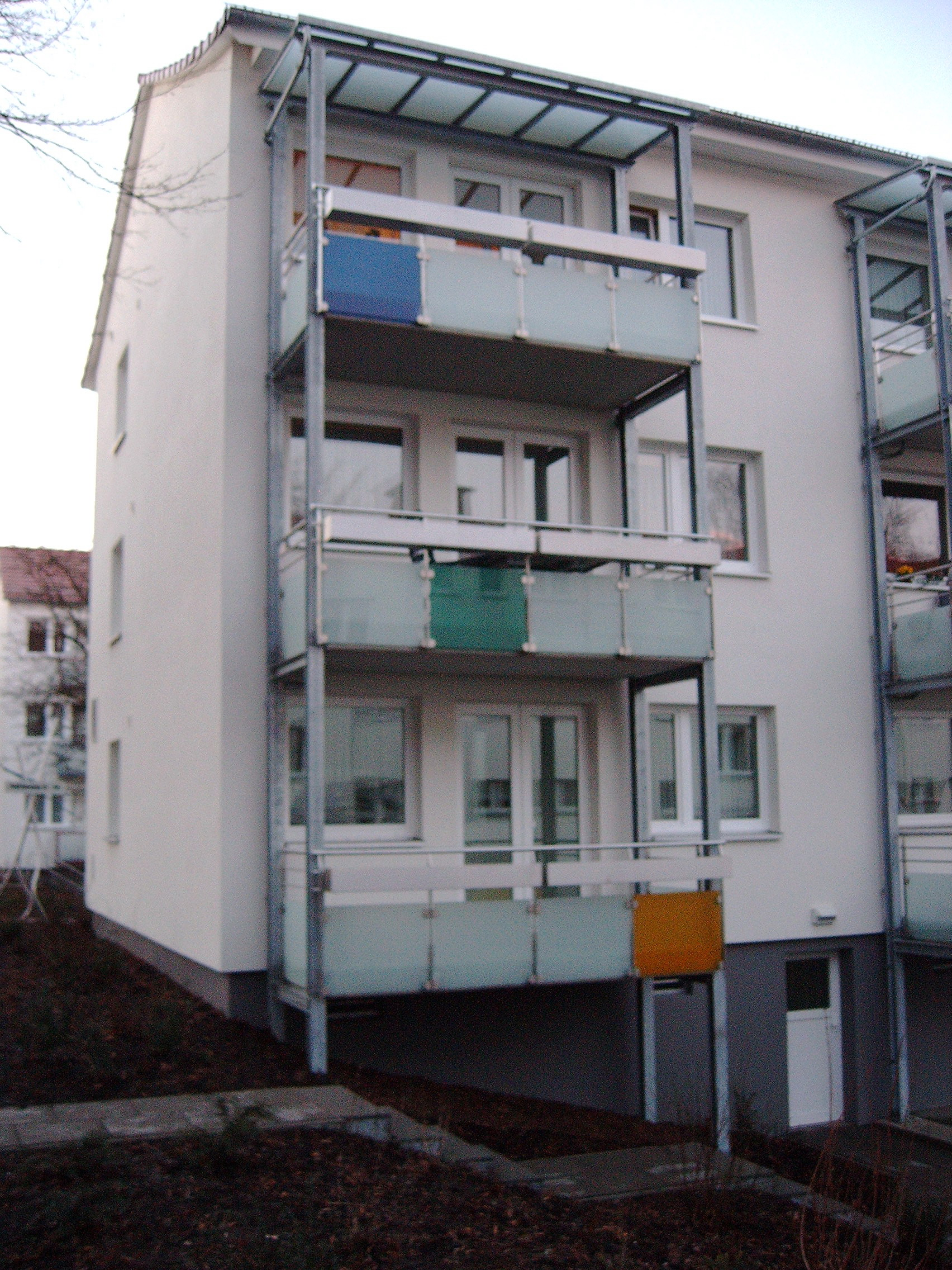
Mehrgeschossiger Vorstellbalkon

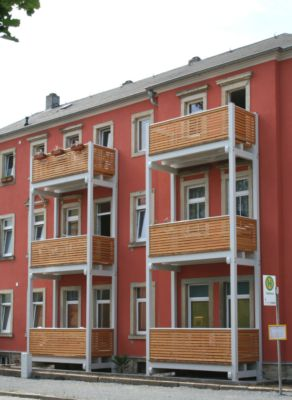
Vorstellbalkon aus Holz

Vorstellbalkone sind Balkone, die statisch eigenständig und separat gegründet vor einem Gebäude stehen. In der Regel haben sie mindestens vier Stützen, die so angeordnet sind, dass eine ausreichende Standsicherheit rechnerisch nachgewiesen werden kann. Sie sind zur Horizontalaussteifung mit dem Gebäude durch spezielle Ankersysteme  verbunden. 
Vorstellbalkone können ein- oder mehrgeschossig ausgeführt sein. Sie sind aufgrund ihrer Konstruktionsweise sehr gut zur Nachrüstung von Balkonen an Wohngebäuden geeignet. Durch die verschärften Wärmeschutzanforderungen an Neubauten und der entsprechend stärkeren Wärmedämmverbundsysteme an der Fassade nimmt auch die Bedeutung der Vorstellbalkone in diesem Einsatzbereich zu. Durch deren Bauweise können Wärmebrücken und dadurch resultierende Baumängel vermieden werden.
Vorstellbalkone können aus Stahl, Aluminium, Beton oder Holz hergestellt sein. Sie sind laut Musterbauordnung genehmigungspflichtig. Für den Bauantrag durch einen vorlageberechtigten Bauingenieur ist außerdem eine vorlagefähige Statik (Standsicherheitsnachweis) durch einen anerkannten Tragwerksplaner nötig. Ab Gebäudeklasse 4 (> 7,0 m Gebäudehöhe/Fußboden des höchsten ausgebauten Nutzgeschosses) ist die Statik durch einen vereidigten Prüfingenieur für Standsicherheit zu prüfen. Im Einzelfall ist allerdings die Landesbauordnung des jeweiligen Bundeslandes gültig.